# Distretto di Shunde
Il distretto di Shunde (顺德区S, Shùndé QūP) è un distretto della Cina, situato nella provincia del Guangdong e amministrato dalla prefettura di Foshan. Si trova nel delta del Fiume delle Perle. Secondo il censimento del 2010 aveva una popolazione di 2.464.784 abitanti. Un tempo contea agricola tradizionale, è diventata una delle contee più ricche del Guangdong e della Cina continentale. Dal 2009 è amministrato indipendentemente dalla città di Foshan, rispondendo direttamente al governo provinciale del Guangdong.

## Storia
Secondo i ritrovamenti archeologici, gli insediamenti umani apparvero durante il periodo delle primavere e degli autunni. Nel terzo anno dell'era Jinghai (1452 d.C.), dopo che la dinastia Ming soppresse la ribellione guidata da Huang Xiao Yang (黃蕭養), fu formalmente istituita la contea di Shunde. Prima di allora, quest'area faceva parte della contea di Nam Hoi (Nanhai Xian) e della contea di Sun Hui (Xinhui Xian).
La popolazione del sottodistretto di Daliang di Shunde ha una lunga storia di consumo di formaggio di bufala e prodotti lattiero-caseari (in particolare dessert quali lo shuang pi nai), motivo per cui la municipalità ha iniziato a farsi conoscere come la "città del latte e del miele".
Shunde era un centro per lo sviluppo dell'industria del gelso e della sericoltura nella provincia del Guangdong durante la fine della dinastia Ming e l'inizio della dinastia Qing. Fu in questo periodo che la cultura zishunu emerse da Shunde in opposizione al rigido sistema feudale patriarcale, consentendo alle donne non sposate di vivere finanziariamente indipendenti con l'allentamento della pressione sociale del matrimonio. Dopo la caduta della dinastia Qing nel 1911, il sistema feudale e l'industria della produzione della seta crollarono, ponendo fine all'usanza locale delle zishunu.
Il primo focolaio dell'epidemia di SARS del 2002-2004 venne registrato a Shunde il 16 novembre 2002.

## Divisione amministrativa
Shunde era una città a livello di contea fino all'8 dicembre 2002, quando divenne un distretto della città a livello di prefettura di Foshan. Shunde ha giurisdizione diretta su quattro sottodistretti e sei villaggi:
| Nome                      | Cinese (S) | Hanyu Pinyin   | Popolazione (2010) | Area (km2) |
| ------------------------- | ---------- | -------------- | ------------------ | ---------- |
| Sottodistretto di Daliang | 大良街道   | Dàliáng Jiēdào | 404,309            | 80.19      |
| Sottodistretto di Ronggui | 容桂街道   | Róngguì Jiēdào | 449,687            | 80.17      |
| Sottodistretto di Leliu   | 勒流街道   | Lēiliú Jiēdào  | 252,364            | 90.84      |
| Sottodistretto di Lunjiao | 伦教街道   | Lúnjiào Jiēdào | 184,479            | 59.21      |
| Villaggio di Beijiao      | 北滘镇     | Běijiào Zhèn   | 270,310            | 92.41      |
| Villaggio di Lecong       | 乐从镇     | Lècóng Zhèn    | 259,795            | 77.55      |
| Villaggio di Jun'an       | 均安镇     | Jūn'ān Zhèn    | 141,736            | 79.36      |
| Villaggio di Xingtan      | 杏坛镇     | Xìngtán Zhèn   | 144,537            | 122.07     |
| Villaggio di Chengcun     | 陈村镇     | Chéncūn Zhèn   | 135,686            | 50.92      |
| Villaggio di Longjiang    | 龙江镇     | Lóngjiāng Zhèn | 221,881            | 73.78      |

Unico distretto di qualsiasi città a livello di prefettura in Cina, Shunde ha ottenuto un certo grado di autonomia amministrativa a livello di prefettura su alcune questioni, in particolare lo sviluppo economico, indipendentemente dalla città di Foshan, e dal 2009 risponde direttamente al governo provinciale del Guangdong.

## Economia
Situata nel fertile delta del Fiume delle Perle, la sua economia un tempo era dominata dall'agricoltura, dalla pesca e dalla coltivazione della seta. Da quando nel 1978 è iniziata l'attuazione delle politiche legate alla riforma e all'apertura, alle persone di quest'area è stato dato il pieno controllo sulla propria area geografica e cultura. Ciò ha consentito a Shunde di trasformarsi gradualmente in una moderna città in espansione industriale, in particolare nella produzione di mobili ed elettrodomestici.
Importanti aziende cinesi come Galanz, Kelon, Country Garden e Midea hanno la loro sede nel distretto di Shunde.
Shunde è stata approvata come città pilota per la riforma globale del Guangdong nel 1993, e anche per aver preso l'iniziativa nella realizzazione della modernizzazione nel 1999. Dal 2000 al 2003, Shunde è stata classificata al primo posto tra le prime 100 contee cinesi per competitività economica di base per quattro anni consecutivi (pubblicato dall'Ufficio nazionale di statistica cinese). Nel 2005, il PIL di Shunde era di 2.170 miliardi di yuan.

## Turismo
Le attrazioni turistiche includono il giardino Qinghui, che presenta stagni di pesci circondati da cespugli di osmanto, bambù e gelso, così come il Museo commemorativo di Bruce Lee situato a Jun'an. Il parco Shunfengshan è stato aperto al pubblico nel 2004 e ha un arco commemorativo largo 88 metri (289 piedi) e alto 38 metri (125 piedi). Il tempio Baolin è accessibile attraverso il parco.
Viaggiare da Shunde è facile con molte opzioni diverse. Ci sono traghetti e autobus che vanno direttamente a Hong Kong, inclusa un'opzione per l'aeroporto internazionale di Hong Kong. I biglietti dell'autobus possono essere acquistati presso il New World Center Hotel. Macao è facilmente raggiungibile in treno, impiegando meno di un'ora. Guangzhou è raggiungibile in treno, taxi o autobus.